# Giovanni Branca
Giovanni Branca (ur. 1571, zm. 1645) – włoski inżynier i budowniczy. Stworzył projekt akcyjnej turbiny parowej.

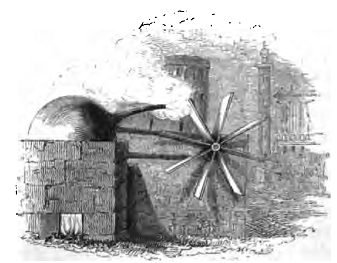
Turbina parowa konstrukcji Branca

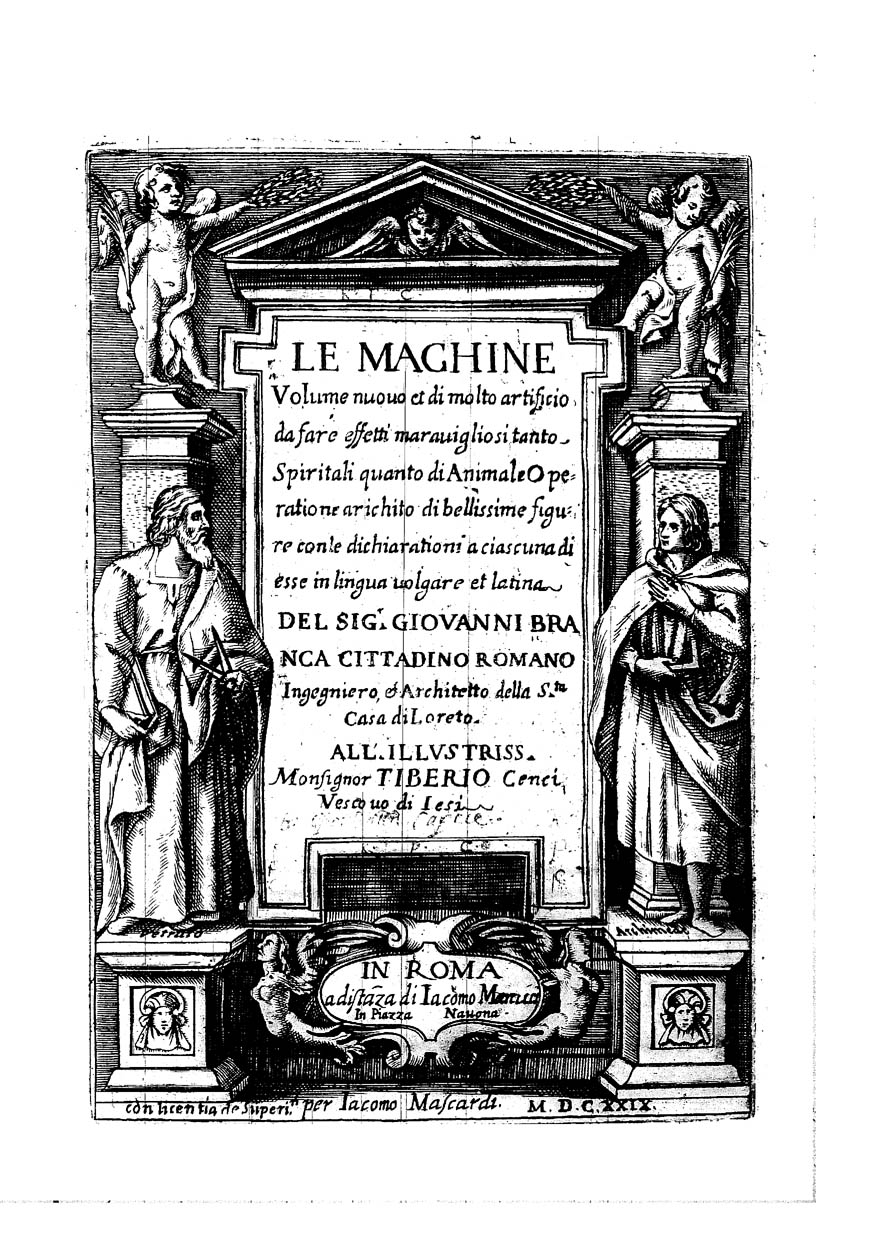
Le machine, 1629